# Siegfried Brietzke
Siegfried Brietzke (Rostock, 12 giugno 1952) è un ex canottiere tedesco.

## Palmarès

### Olimpiadi
- 3 medaglie:
  - 3 ori (Monaco di Baviera 1972 nel due senza; Montréal 1976 nel quattro senza; Mosca 1980 nel quattro senza)

### Mondiali
- 5 medaglie:
  - 4 ori (Lucerna 1974 nel quattro senza; Nottingham 1975 nel quattro senza; Amsterdam 1977 nel quattro senza; Blued 1979 nel quattro senza)
  - 1 argento (Copenaghen 1978 nel quattro senza)